# Carrer Tapis (Figueres)
El Carrer Tapis és un carrer del municipi de Figueres (Alt Empordà). El conjunt de la via forma part de l'Inventari del Patrimoni Arquitectònic de Catalunya, com també almenys un dels seus edificis.

## Conjunt del carrer
En el conjunt del carrer s'observa la persistència damunt la parcel·lació original del raval N.E. de restes de l'edificació del XIX sobretot portals d'arc emmarcats en pedra. Les pautes comunes i majoritàries de la composició de les façanes amb obertures verticals i volades decreixents formant eixos regulars, cornises i balcons motllurats.

## Número 58

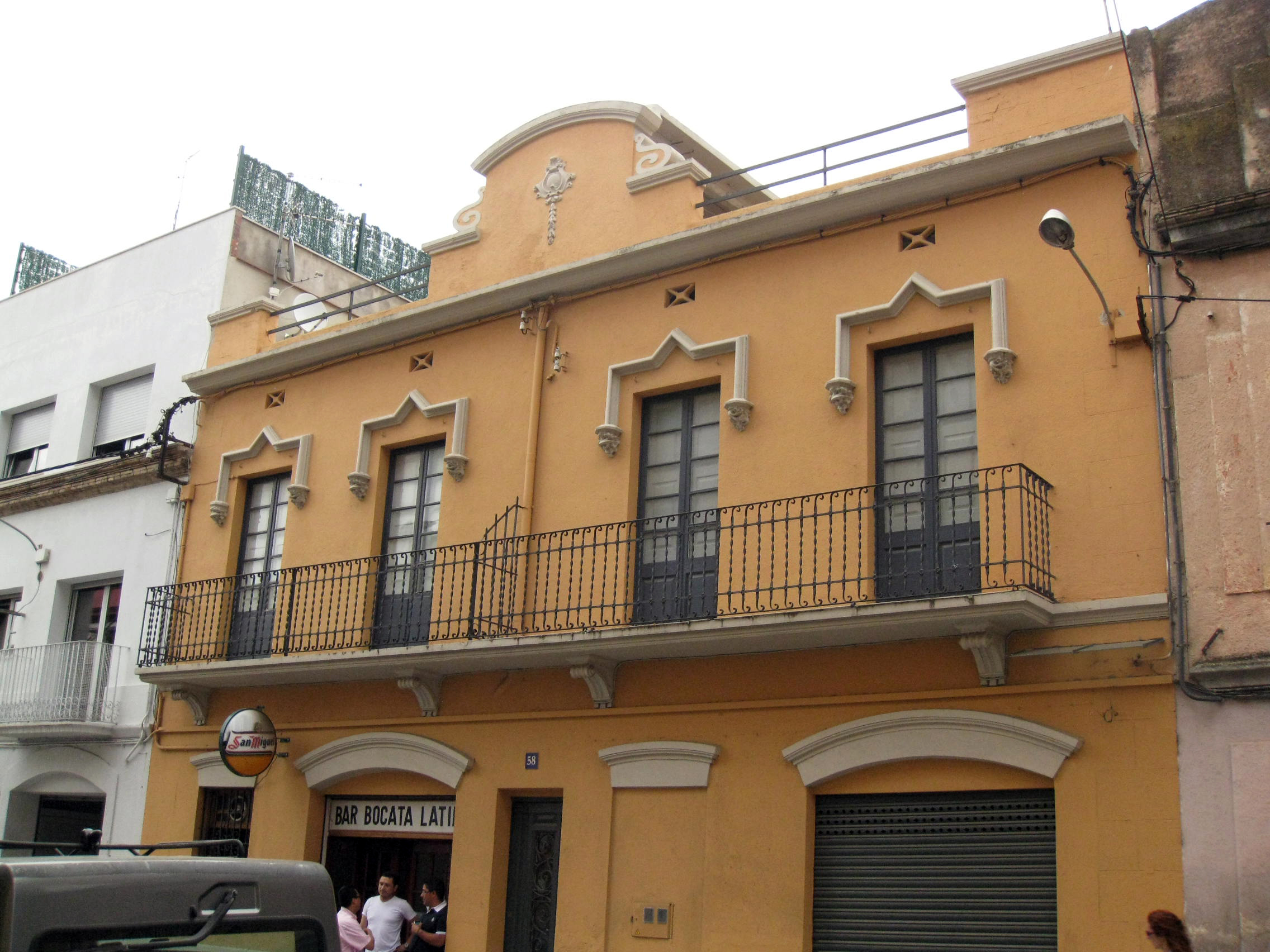
Número 58 del carrer Tapis

L'edifici del número 58 del carrer Tapis de Figueres forma part de l'Inventari del Patrimoni Arquitectònic de Catalunya. Edifici entre mitgeres situat a l'eixample de la ciutat. És una casa amb planta baixa i primer pis amb una terrassa com a coberta. A les obertures de la planta baixa se'ls ha col·locat una mena de llinda en arc rebaixat com a motiu decoratiu. El primer pis té una balconada correguda, que ocupa tota l'amplada de l'edifici, amb quatre obertures decorades amb un guardapols, els capitells del qual decorats amb motius vegetals. La testera de l'edifici està decorada per un cos central esglaonat amb volutes als costats, amb un medalló decorat per motius florals al centre.